# Mexicolaophonte arganoi
Mexicolaophonte arganoi is een eenoogkreeftjessoort uit de familie van de Laophontidae. De wetenschappelijke naam van de soort is voor het eerst geldig gepubliceerd in 1977 door Cottarelli.